# 西成瀬村
西成瀬村（にしなるせむら）は秋田県雄勝郡にあった村。現在の横手市南端、増田地区東部にあたる。

## 地理
- 山：真人山、高根山、大川目山
- 河川：成瀬川

## 歴史
- 1889年（明治22年）4月1日 - 町村制の施行により、荻袋村、狙半内村、吉野村、湯ノ沢村、熊淵村の区域をもって発足。
- 1955年（昭和30年）4月1日 - 平鹿郡増田町と合併し、改めて平鹿郡増田町が発足。同日西成瀬村廃止。

## 著名出身者
- 矢口高雄 (漫画家)